# روهان بوبانا
روهان بوبانا ((بالكنادية: ರೋಹನ್ ಬೋಪಣ್ಣ)) مواليد 4 مارس 1980. هو لاعب كرة مضرب هندي مُحترف. بدأ مسيرته الاحترافية سنة 2003، وهو متخصص بمُسابقات الزوجي. حيث وصل لأعلى تصنيف له بالزوجي رقم. 3 (22 يوليو 2013). وكان وصيف بطولة أمريكا المفتوحة سنة 2010 بمسابقة زوجي الرجال مع اعصام الحق قريشي.

## نهائيات الجراند سلام

### زوجي الرجال
| اللقب | السنة | البطولة         | السطح | الشريك           | الخصوم               | النتيجة في النهائي |
| وصيف  | 2010  | أمريكا المفتوحة | صلب   | اعصام الحق قريشي | بوب براين مايك براين | 6–7(5–7), 6–7(4–7) |

## روابط خارجية
- روهان بوبانا على موقع رابطة محترفي التنس (الإنجليزية)
- روهان بوبانا على موقع الاتحاد الدولي لكرة المضرب (الإنجليزية)
- روهان بوبانا على موقع كأس ديفيز (الإنجليزية)
- روهان بوبانا على موقع بطولة ويمبلدون (الإنجليزية)
- روهان بوبانا على موقع خلاصة التنس.كوم (الإنجليزية)
- روهان بوبانا على موقع إي إس بي إن.كوم (الإنجليزية)
- روهان بوبانا على موقع اللجنة الأولمبية الدولية (الإنجليزية)
- روهان بوبانا على موقع أوليمبيديا (الإنجليزية)